# Synaldis incompleta
Synaldis incompleta är en stekelart som först beskrevs av Szepligeti 1911.  Synaldis incompleta ingår i släktet Synaldis och familjen bracksteklar. Inga underarter finns listade i Catalogue of Life.